# Pabna
Pabna (em bengali: পাবনা) é um município localizado no distrito de Rajshahi, em Bangladesh. Consoante índices de 2012, possui 186 781 habitantes.